# János Kajdi
János Kajdi, född den 30 december 1939 i Szombathely, död 10 april 1992 i Budapest, var en ungersk boxare som tog OS-silver i welterviktsboxning 1972 i München. I finalen besegrades han av Emilio Correa från Kuba.